# 晋沁县
晋沁县，中国旧县名。
晋豫抗日根据地设。1942年由山西省晋城县（今晋城市泽州县）西部析置。先后治今晋城市泽州县的西土河、卫山、黄磢、漏道底、李河等地。1945年晋城全县解放后撤销，仍并入晋城县（今晋城市泽州县）。 